# Grzęda Kopylska
Grzęda Kopylska (843.25; biał. Капыльская града, Kapylskaja hrada; ros. Копыльская гряда, Kopylskaja griada) – mezoregion fizycznogeograficzny Europy Wschodniej położony na obszarze Białorusi, wchodzący w skład megaregionu Nizina Wschodnioeuropejska, prowincji Niż Wschodniobałtycko-Białoruski, podprowincji Wysoczyzny Podlasko-Białoruskie i makroregionu Poniemnie. Charakterystyczną cechą terenu jest występowanie wzgórz morenowych. Najwyższe wzniesienie mierzy 243 m n.p.m. Wysokości względne dochodzą do 84 m. Podłoże zbudowane jest ze skał osadowych dewonu, kredy, paleogenu i neogenu.  Zgodnie z uniwersalną regionalizacją dziesiętną mezoregion oznaczony jest numerem 843.25.